# Totenfeier (Drama)
Der Dramenzyklus Totenfeier oder Ahnenfeier (polnischer Originaltitel: Dziady) ist eines der bedeutendsten Werke des polnischen Schriftstellers Adam Mickiewicz und der polnischen Literatur überhaupt. Es besteht aus vier Bänden und erschien in drei Lieferungen: zunächst die Teile zwei und vier im Jahr 1823. Der dritte Teil erschien 1832 in Paris. Erst 1860, nach Mickiewicz’ Tod, erschien aus seinem Nachlass, ebenfalls in Paris, der erste Teil, den der Dichter nicht mehr fertiggestellt hat.
Das Werk gilt in der polnischen Literaturgeschichte als die Einleitung der Romantik.
Es entstand im Exil in Paris zu der Zeit der Teilungen Polens, als der polnische Staat von der Landkarte verschwunden war. Am Schluss des Dramas wird eine Vision eines freien, neu auferstandenen Polens gezeichnet. Das Werk wurde von Mickiewicz’ Landsleuten als ein Aufruf zu mehr Patriotismus und Widerstand gegen die Besatzungsmächte verstanden.
Das Wort Dziady bedeutet im Polnischen „Ahnen“, „Vorväter“ oder „Großväter“. Der Titel Dziady bezeichnet den vorchristlichen (baltisch-slawischen), schon zur Zeit Mickiewiczs nicht mehr ausgeübten Brauch der Totenverehrung. In Deutschland haben ähnliche Feste zum Gedenken an die Toten im Totensonntag und Allerheiligen die Jahrhunderte überstanden. Auch in Polen und im Baltikum wird dieses Fest als christianisiertes Allerseelen (Zaduszki) weiterhin gefeiert. Dziady wurde zweimal im Jahr  im Frühling und im Herbst gefeiert.

## Wichtige Inszenierungen
- 1930er-Jahre: Leon Schiller in Lemberg, Wilna und Warschau
- 1960er-Jahre: Jerzy Grotowski 1961 in Breslau, Kazimierz Dejmek in Warschau (im Januar 1968 vom kommunistischen Regime verboten; siehe März-Unruhen 1968 in Polen)
- 1970er-Jahre: Konrad Swinarski in Krakau
- 1990er-Jahre: Jerzy Grzegorzewski in Warschau
- 2016:  Michał Zadara Polnisches Theater Breslau
- 2021: Maja Kleczewska, Juliusz-Słowacki-Theater in Krakau

## Deutsche Übersetzungen
- Die Ahnenfeier. Ein Poem/Dziady. Übers., hrsg. u. mit einem Nachwort versehen von Walter Schamschula. Vorwort von Hans Rothe. Köln, Weimar, Wien: Böhlau 1991. XIII, 506 S. (= Schriften d. Komitees d. Bundesrepublik Deutschland z. Förderung d. Slawischen Studien 14) Zweisprachige Ausgabe.  ISBN 3412046914
- Totenfeier. Eine dramatische Dichtung in zwei Teilen. In die deutsche Sprache übertragen und für die Bühne bearbeitet von Gerda Hagenau, in: Hagenau, Gerda: Adam Mickiewicz als Dramatiker: Dichtung und Bühnengeschichte. Dziady-Totenfeier. Deutsche Übersetzung. Frankfurt am Main: Peter Lang 1999. S. 187–319. (= Europäische Hochschulschriften; Reihe 16. Slawische Sprachen und Literaturen; Bd. 61).